# Agneta Berntsson
Agneta Berntsson född 2 februari 1962 i Karlstad, är en svensk konstnär.
Berntsson studerade vid KV:s konstskola i Göteborg och Gerlesborgsskolan i Stockholm. Hon har medverkat i samlingsutställningarna Stockholm Art Fair, Konstfrämjandet Karlstad, Konsthallen Mellerud, Rackstadmuseet i Arvika, Gotlands Museum och på Galleri Gripen i Karlstad. Separat har hon ställt ut på Galleri 2000 i Karlstad och på SVT i Karlstad.
Hon tilldelades Värmlands konstförenings ungdomsstipendium.
Hennes konst består av måleri och teckning. Hon har medverkat som illustratör i Norrköpings tidningar. 
Berntsson är representerad vid Värmlands läns landsting.